# 横浜市歌
「横浜市歌」（よこはましか）は、神奈川県横浜市の市歌。作詞は森林太郎（森鷗外）、作曲は東京音楽学校教師の南能衛（よしえ）。1909年（明治42年）7月1日に横浜港の新港埠頭で行われた「開港五十年記念大祝賀会式典」の席で初めて披露された。

## 概要
この曲は、横浜市が東京音楽学校に仲介を委託し、南が作った旋律の上に、森が歌詞を作り、完成させた。森に対する作詞謝礼は100円、南に対する作曲謝礼は50円だった。
横浜市立の学校では披露から約110年後の2021年現在においても、音楽の授業で校歌とともに歌唱指導される。また、6月2日の開港記念日や市立学校の卒業式、市大会などで演奏や斉唱される。横浜市立大学の入学式及び卒業式でも演奏され、横浜市の式典（成人式を含む）や市職員の会合などでも愛唱される。またJリーグ・横浜F・マリノスのチャント、YSCCホームゲームの試合前での演奏やプロ野球球団・横浜DeNAベイスターズの試合での四球時、本塁打による得点時や試合勝利時、さらには横浜市立横浜商業高等学校野球部が試合での得点時などに演奏されるなど、横浜市民にとってはきわめて身近な存在である。また、湘南台駅を除く横浜市営地下鉄の駅構内BGMとしても使われている。
2003年には、横浜生まれの作曲家中村裕介によって『横浜市歌〜ブルースバージョン』が発表された。
2019年には横浜市中区日ノ出町を拠点に活動するバンド日ノ出サンデーズのシングル「参上！日ノ出サンデーズ」に、2020年には同じく横浜市を拠点に活動する、純情小町☆GROUPからのユニット横浜純情小町☆のシングル「Yokohama Chinatown」に、2022年には同じく横浜市を中心に活動するバンドCLIMB of WHISPERのデジタルアルバム「CLIMB of WHISPER」に横浜市歌が収録されている。

## 市歌普及と補修編曲
横浜市歌が制定されてから戦前の頃までは、横浜市の尋常小学校一年生用唱歌の教科書に記載された他、様々な大会で斉唱され、運動会・横浜市児童体育大会では、横浜市歌の合同遊戯が行われており、ある程度普及がなされていた。その一方で、南能衛が作曲したものは、ト長調で高音が多いうえ、符点の付け方がややこしく、古い手法で書かれており、歌唱、伴奏をするにあたって難があった。そのため、音楽教師が普及させづらかったという状況があった。また、それ以降より戦後直後にかけては、戦時中の混乱期の影響により、市歌に関する記録が残っておらず、普及があまりなされていなかったと思われる。
そこで、1966年（昭和41年）に飛鳥田一雄市長の下、小船幸次郎、教育委員の佐藤美子、横浜市立桜丘高等学校教諭の村山拡也、横浜市立立野小学校教諭の大室一正、音楽科指導主事の小野達治で構成された「横浜市歌普及専門委員会」が作られ、補修編曲が行われた。編曲は小船幸次郎によって行われ、ヘ長調（学校・合唱団用）と変ホ長調（一般用）のピアノ伴奏・歌唱用、管弦楽用、吹奏楽用の譜面が作られた。またこの際に、歌詞を旧仮名遣いから現代仮名遣いに改めた。
これ以降、ソノシート・レコード及びCD等を作成するなど、教育委員会が幅広い層へ市歌の普及に力を入れた。2009年（平成21年）、横浜版学習指導要領音楽科編に市歌指導を明記し、特別活動編指導要領には学校の式典における市歌斉唱が明記された。近年では、横浜開港祭ザ・ブラス・クルーズにおいて年ごとに異なる横浜市歌の吹奏楽編曲が演奏されているほか、市立小学校6年生が参加する横浜市立小学校体育大会では、市歌をアレンジしたダンスである『Let's dance with YOKOHAMA』が披露されている。また、横浜開港150周年・横浜市歌制定100周年に際して、今後さらに児童が市歌を親しめるようにと、教育委員会が後藤洋に、マルチ編成版の譜面（金管バンドやマーチングバンド、器楽合奏用など、様々な 演奏に使用できるよう編成された楽譜）と、新たな吹奏楽譜を作成依頼し、全市立学校へ配布した。

## 歌詞
以下の歌詞は1909年（明治42年）6月17日付「横浜貿易新報」より、前述の改定以前のもの。
以下の歌詞は横浜市のホームページより。
現代日本語訳